# Eduardo Chozas
Eduardo Chozas Olmo (Carabanchel, 5 luglio 1960) è un ex ciclista su strada spagnolo.
Professionista dal 1980 al 1993, vinse quattro tappe al Tour de France e tre al Giro d'Italia.

## Carriera
Passato professionista nel 1980 con la Fosforera, vestì poi le divise di Zor (ex Fosforera), Reynolds, Teka, Kelme, ONCE e Artiach. In carriera si impose in alcune corse a tappe spagnole, come la Vuelta a Andalucía nel 1983 e nel 1990 e la Vuelta a La Rioja nel 1983. 
Vinse inoltre quattro tappe al Tour de France, una nel 1985, una nel 1986, una nel 1987 e una nel 1990 (anno in cui concluse sesto), e tre al Giro d'Italia, una nel 1983, una nel 1990 e una nel 1991, mentre alla Vuelta a España non ottenne mai vittorie parziali, pur concludendo al sesto posto nell'edizione 1983.
Partecipò quattordici volte alla Vuelta, sette volte al Giro d'Italia e sei volte al Tour de France: le 27 presenze nelle tre grandi corse a tappe lo rendono il corridore con il primato di partecipazioni nei "Grandi Giri". 
Detiene inoltre il record di Grandi Giri portati a termine, 26: l'unico ritiro fu nell'ultima tappa della Vuelta nel 1984.
Partecipò anche per sei volte ai campionati del mondo.

## Palmarès
- 1980

5ª tappa, 2ª semitappa Deutschland Tour (Stoccarda > Aalen)
- 1981

1ª tappa, 1ª semitappa Vuelta a Asturias
- 1983

2ª tappa, 2ª semitappa Vuelta a Andalucía (Dos Hermanas > Montilla)
Classifica generale Vuelta a Andalucía
Vuelta Camp de Morvedre
5ª tappa Giro d'Italia (Terni > Vasto)
Zaragoza-Sabiñanigo
Classifica generale Vuelta a La Rioja
- 1984

4ª tappa Volta a la Comunitat Valenciana (La Vall d'Uixó > Castellón de la Plana)
Gran Premio de Náquera
- 1985

Hucha de Oro
15ª tappa Tour de France (Saint-Étienne > Aurillac)
- 1986

17ª tappa Tour de France (Gap > Serre Chevalier)
- 1987

15ª tappa Tour de France (La Plagne > Morzine)
- 1990

4ª tappa Vuelta a Andalucía (Almerimar > Dúrcal)
Classifica generale Vuelta a Andalucía
2ª tappa Giro d'Italia (Sala Consilina > Vesuvio)
13ª tappa Tour de France (Villard-de-Lans > Saint-Étienne)
- 1991

4ª tappa, 1ª semitappa Vuelta a Murcia (Lorca > Mazarrón)
13ª tappa Giro d'Italia (Savigliano > Sestriere)

### Altri successi
- 1982

Criterium di Alsasua
- 1983

Gran Premio Cuprosán (A Rúa)
- 1988

Criterium di Alcobendas
Classifica scalatori Vuelta a Aragón
- 1990

Premio della Combattività Tour de France

## Piazzamenti

### Grandi Giri
- Giro d'Italia

1981: 16º
1982: 19º
1983: 8º
1984: 45º
1990: 11º
1991: 10º
1993: 32º
- Tour de France

1985: 9º
1986: 14º
1987: 25º
1988: 30º
1990: 6º
1991: 11º
- Vuelta a España

1980: 36º
1981: 11º
1982: 14º
1983: 6º
1984: ritirato
1985: 29º
1986: 24º
1987: 36º
1988: 67º
1989: 24º
1990: 33º
1991: 11º
1992: 43º
1993: 22º

### Classiche monumento
- Milano-Sanremo

1980: 59º
1983: 44º
1984: 36º
1987: 85º
1990: 63º
- Giro delle Fiandre

1990: 80º
1991: 55º
- Giro di Lombardia

1983: 37º
1984: 28º

### Competizioni mondiali
- Campionati del mondo

Sallanches 1980 - In linea: ritirato
Altenrhein 1983 - In linea: 23º
Giavera del Montello 1985 - In linea: ritirato
Colorado Springs 1986 - In linea: 48º
Utsunomiya 1990 - In linea: 48º
Stoccarda 1991 - In linea: 49º